# 鎌田悠希
鎌田 悠希（かまだ ゆうき、2001年9月19日 - ）は、北海道苫小牧市出身のプロアイスホッケー選手。ポジションはフォワード。アジアリーグアイスホッケーの東北フリーブレイズに所属。

## 経歴

### 大学時代
駒澤大学附属苫小牧高等学校から早稲田大学に進学。
2023年10月31日に11月に地元で実施されたアイスホッケー男子日本代表の国内合宿の参加メンバーに選出された。
2024年1月16日に苫小牧市のnepiaアイスアリーナと安平町の安平町スポーツセンターにて実施されたアイスホッケー男子日本代表の国内合宿の参加メンバーに選出された。

### フリーブレイズ時代
2024年4月22日にアジアリーグアイスホッケーの東北フリーブレイズに入団。

## 詳細情報

### 背番号
- 28（2024年 - ）

### 代表歴
- 2022-23 冬季ワールドユニバーシティゲームズ 日本代表